# 第13回セントラルオハイオ映画批評家協会賞
第13回セントラルオハイオ映画批評家協会賞は2014年の映画を対象としており、2015年1月4日にノミネーションが発表された。なお、受賞者は同年1月8日に発表された。

## 受賞・ノミネート一覧

### 作品賞トップ10
- 1位 - 『グローリー/明日への行進』
  - 2位 - 『セッション』
  - 3位 - 『スノーピアサー』
  - 4位 - 『グランド・ブダペスト・ホテル』
  - 5位 - 『ナイトクローラー』
  - 6位 - 『バードマン あるいは（無知がもたらす予期せぬ奇跡）』
  - 7位 - 『イミテーション・ゲーム/エニグマと天才数学者の秘密』
  - 8位 - 『6才のボクが、大人になるまで。』
  - 9位 - 『アメリカン・ドリーマー 理想の代償』
  - 10位 - 『ゴーン・ガール』

### 監督賞
- 受賞 - エイヴァ・デュヴァーネイ - 『グローリー/明日への行進』
  - 次点 - ウェス・アンダーソン - 『グランド・ブダペスト・ホテル』
    - アレハンドロ・ゴンサレス・イニャリトゥ - 『バードマン あるいは（無知がもたらす予期せぬ奇跡）』
    - リチャード・リンクレイター - 『6才のボクが、大人になるまで。』
    - デミアン・チャゼル - 『セッション』

### 主演男優賞
- 受賞 - デヴィッド・オイェロウォ - 『グローリー/明日への行進』
  - 次点 - マイケル・キートン - 『バードマン あるいは（無知がもたらす予期せぬ奇跡）』
  - 次点 - ジェイク・ジレンホール - 『ナイトクローラー』
    - レイフ・ファインズ - 『グランド・ブダペスト・ホテル』
    - エディ・レッドメイン - 『博士と彼女のセオリー』

### 主演女優賞
- 受賞 - エッシー・デイヴィス - 『ババドック 暗闇の魔物』
  - 次点 - スカーレット・ヨハンソン - 『アンダー・ザ・スキン 種の捕食』
    - フェリシティ・ジョーンズ - 『博士と彼女のセオリー』
    - ロザムンド・パイク - 『ゴーン・ガール』
    - リース・ウィザースプーン - 『わたしに会うまでの1600キロ』

### 助演男優賞
- 受賞 - J・K・シモンズ - 『セッション』
  - 次点 - ジョシュ・ブローリン - 『インヒアレント・ヴァイス』
  - 次点 - マーク・ラファロ - 『フォックスキャッチャー』
    - イーサン・ホーク - 『6才のボクが、大人になるまで。』
    - エドワード・ノートン - 『バードマン あるいは（無知がもたらす予期せぬ奇跡）』

### 助演女優賞
- 受賞 - ティルダ・スウィントン - 『スノーピアサー』
  - 次点 - パトリシア・アークエット - 『6才のボクが、大人になるまで。』
    - ジェシカ・チャステイン - 『アメリカン・ドリーマー 理想の代償』
    - キーラ・ナイトレイ - 『イミテーション・ゲーム/エニグマと天才数学者の秘密』
    - エマ・ストーン - 『バードマン あるいは（無知がもたらす予期せぬ奇跡）』

### アンサンブル演技賞
- 受賞 - 『グランド・ブダペスト・ホテル』
  - 次点 - 『バードマン あるいは（無知がもたらす予期せぬ奇跡）』
  - 次点 - 『フォックスキャッチャー』
    - 『ゴーン・ガール』
    - 『ガーディアンズ・オブ・ギャラクシー』

### 脚本賞
- 受賞 - ポール・ウェブ - 『グローリー/明日への行進』
  - 次点 - ウェス・アンダーソン - 『グランド・ブダペスト・ホテル』
    - デミアン・チャゼル - 『セッション』
    - J・C・チャンダー - 『アメリカン・ドリーマー 理想の代償』
    - アレハンドロ・ゴンサレス・イニャリトゥ、ニコラス・ジャコボーン、アレクサンダー・ディネラリス・ジュニア、アーマンド・ボー - 『バードマン あるいは（無知がもたらす予期せぬ奇跡）』

### 脚色賞
- 受賞 - グラハム・ムーア - 『イミテーション・ゲーム/エニグマと天才数学者の秘密』
  - 次点 - ポン・ジュノ、ケリー・マスターソン - 『スノーピアサー』
    - ギリアン・フリン - 『ゴーン・ガール』
    - ニック・ホーンビー - 『わたしに会うまでの1600キロ』
    - ポール・トーマス・アンダーソン - 『インヒアレント・ヴァイス』

### 撮影賞
- 受賞 - ロバート・D・イェーマン - 『グランド・ブダペスト・ホテル』
  - 次点 - ダニエル・ランディン - 『アンダー・ザ・スキン 種の捕食』
    - ブノワ・ドゥローム - 『博士と彼女のセオリー』
    - エマニュエル・ルベツキ - 『バードマン あるいは（無知がもたらす予期せぬ奇跡）』
    - ホイテ・ヴァン・ホイテマ - 『インターステラー』

### 編集賞
- 受賞 - 『セッション』
  - 次点 - 『バードマン あるいは（無知がもたらす予期せぬ奇跡）』
    - 『グローリー/明日への行進』
    - 『ゴーン・ガール』
    - 『6才のボクが、大人になるまで。』

### 作曲賞
- 受賞 - 『グランド・ブダペスト・ホテル』
  - 次点 - 『ゴーン・ガール』
    - 『バードマン あるいは（無知がもたらす予期せぬ奇跡）』
    - 『博士と彼女のセオリー』
    - 『インターナショナル』

### 今年最も活躍した俳優
- 受賞 - ジェイク・ジレンホール - 『複製された男』、『ナイトクローラー』
  - 次点 - ティルダ・スウィントン - 『スノーピアサー』、『グランド・ブダペスト・ホテル』、『ゼロの未来』、『オンリー・ラヴァーズ・レフト・アライヴ』
    - ジェシカ・チャステイン - 『ラブストーリーズ エリナーの愛情』、『インターステラー』、『Miss Julie』、『アメリカン・ドリーマー 理想の代償』
    - クリス・プラット - 『ガーディアンズ・オブ・ギャラクシー』、『LEGO ムービー』
    - ベネディクト・カンバーバッチ - 『ホビット 決戦のゆくえ』、『イミテーション・ゲーム/エニグマと天才数学者の秘密』

### ブレイクスルー映画人賞
- 受賞 - エイヴァ・デュヴァーネイ - 『グローリー/明日への行進』（監督）
  - 次点 - ジェニファー・ケント - 『ババドック 暗闇の魔物』（監督・脚本）
    - ググ・バサ＝ロー - 『ベル ある伯爵令嬢の恋』（演技）
    - デミアン・チャゼル - 『セッション』（監督・脚本）
    - ジャスティン・シミエン - 『Dear White People』（監督・脚本）

### 見過ごされた映画賞
- 受賞 - 『ババドック 暗闇の魔物』
  - 次点 - 『オール・ユー・ニード・イズ・キル』
    - 『複製された男』
    - 『オン・ザ・ハイウェイ その夜、86分』
    - 『ブルー・リベンジ』

### アニメ映画賞
- 受賞 - 『LEGO ムービー』
  - 次点 - 『ベイマックス』
    - 『ブック・オブ・ライフ 〜マノロの数奇な冒険〜』
    - 『The Boxtrolls』
    - 『ヒックとドラゴン2』

### 外国語映画賞
- 受賞 - 『ウィ・アー・ザ・ベスト!』 スウェーデン
  - 次点 - 『イーダ』 ポーランド
    - 『サンドラの週末』 ベルギー
    - 『ザ・ヴァンパイア 〜残酷な牙を持つ少女〜』 アメリカ合衆国
    - 『フレンチアルプスで起きたこと』 スウェーデン

### ドキュメンタリー映画賞
- 受賞 - 『ヴィヴィアン・マイヤーを探して』
  - 次点 - 『シチズンフォー スノーデンの暴露』
    - 『Life Itself』
    - 『Dinosaur 13』
    - 『ホドロフスキーのDUNE』